# Luciano Berio
Luciano Berio (Oneglia, 24 de Outubro de 1925 - Roma, 27 de Maio de 2003) foi um compositor italiano do período do vanguardismo na música, destacando-se, sobretudo, no domínio da música experimental.

## Biografia
Luciano Berio nasce em Oneglia, na Ligúria, em 1925. Aprende a tocar piano com o pai e com o avô, músicos (ambos eram organistas). Durante a Segunda Guerra Mundial é convocado, mas no primeiro dia fere uma das mãos enquanto aprende como engatilhar uma pistola, sendo obrigado a permanecer internado por um longo tempo em um hospital militar, antes de escapar das tropas nazistas.
Após a guerra, Berio se inscreve ao Conservatório de Milão, nas classes de Giulio Cesare Paribeni e de Giorgio Federico Ghedini. Dada a impossibilidade de seguir uma carreira como pianista concertista por causa do acidente com a mão, Berio escolhe dedicar-se à composição. A primeira execução pública de uma peça sua, uma suíte para piano, acontece em 1947.
Neste período trabalha como pianista acompanhador em classes de canto lírico. Deste modo conhece a mezzosoprano Cathy Berberian, com a qual casa-se após diplomar-se no conservatório, divorciando-se em 1964. Muitas de suas composições deste período valem-se das características peculiares e versatilidade vocal de Berberian.
Em 1951 Berio chega aos Estados Unidos para estudar com Luigi Dallapiccola em Tanglewood. Apesar de posteriormente ter exprimido reservas quanto às capacidades didáticas de Dallapiccola, este consegue transmitir-lhe um vivo interesse pelas problemáticas ligadas à escritura dodecafônica. Sucessivamente passa a frequentar os cursos de verão do Festival de Darmstadt, conhecendo Pierre Boulez, Karlheinz Stockhausen, György Ligeti e Mauricio Kagel. Interessa-se também profundamente pela música eletrônica, e juntamente com Bruno Maderna, em 1955 funda em Milão o Estúdio de Fonologia da RAI, dedicado à produção de música eletrônica, convidando vários famosos compositores, como Henri Pousseur e John Cage. À mesma época funda o periódico Incontri Musicali (Encontros Musicais).
Em 1960 Berio retorna a Tanglewood, como compositor residente, e em 1962, a convite de Darius Milhaud, assume uma cátedra no Mills College, em Oakland, na California. Em 1965, começa suas atividades didáticas na Juilliard School de Nova Iorque, onde funda o Juilliard Ensemble, um grupo especialmente dedicado à execução de música contemporânea. No mesmo ano casa-se com a filósofa Susan Oyama, da qual se divorciará em 1971. Nesta época, Steve Reich e Louis Andriessen são alguns de seus alunos.
Durante todo este período Berio cuidadosamente construiu uma sólida reputação, vencendo o Prix Italia (um concurso internacional de rádios, redes de televisão e internet) de 1966, com Laborintus II, com texto de Edoardo Sanguineti, com o qual já havia colaborado em 1963 na peça Passaggio (Passagem). Em 1968 compõe a sua Sinfonia.
Em 1972 Berio retorna à Itália. Entre 1974 e 1980, a pedido de Pierre Boulez, trabalha como diretor da seção de música eletroacústica do IRCAM, em Paris. Em 1977 casa-se, pela terceira vez, com a musicóloga Talia Pecker. Funda em 1987 a Firenze Tempo Reale, centro de produção, pesquisa e didática musical, a fim de investigar as aplicações das novas tecnologias no campo musical.
Em 1994 é nomeado Distinguished Composer in Residence (Emérito Compositor Residente) na Harvard University, onde permanece até o ano 2000. Empenhou-se também como regente de orquestra, continuando a trabalhar tanto como compositor quanto como regente até os últimos dias de sua vida. Em 2000 foi nomeado presidente e superintendente da Academia Nacional de Santa Cecília, em Roma, sendo inaugurado durante o seu mandato, em 2002, o novo Auditorium Parco della Musica.
Morre em 2003, em um hospital em Roma, pouco depois de ter finalizado a peça Stanze, para barítono, coro e orquestra.

## Obra
A maior parte das obras de Berio é constituída por obras que utilizam a voz como instrumento principal, utilizando-se de grandes corais, vários ou poucos solistas, e até de distorções eletrônicas do canto. Berio buscava a extração máxima das possibilidades da voz, utilizava em suas obras todas as técnicas de canto conhecidas, acrescendo às partituras sons a serem produzidos pelos cantores que não eram propriamente "cantados", como assovios, diálogos ou estalos com a língua e lábios.
Sua Sinfonia, para orquestra e oito cantores solistas, é uma de suas obras de maior importância (sendo considerada por muitos sua obra-prima). Com essa obra, Berio mostrou que é possível inovar baseando-se em formas musicais já bastante ultrapassadas.

### Sequenze
As Sequenze (plural de Sequenza) são uma série de obras para instrumentos solo que exploraram novas possibilidades técnicas e sonoras dos instrumentos.
- Sequenza I para flauta (1958)
- Sequenza II para harpa (1963)
- Sequenza III para voz feminina (1965)
- Sequenza IV para piano (1966)
- Sequenza V para trombone (1965)
- Sequenza VI para viola (1967)
- Sequenza VII para oboé (1969)
- Sequenza VIIb para saxofone soprano (1993)
- Sequenza VIII para violino (1976)
- Sequenza IX para clarineta (1980)
- Sequenza IXb para saxofone alto (1981)
- Sequenza IXc para clarone (1980)
- Sequenza X para trompete em dó e piano {ressonância} (1984)
- Sequenza XI para violão (1987-88)
- Sequenza XII para fagote (1995)
- Sequenza XIII para acordeão "Chanson" (1995)
- Sequenza XIV para violoncelo (2002)
- Sequenza XIVb para contrabaixo (2004)